# Czudomir (miejscowość)
Czudomir (bułg. Чудомир) – wieś w Bułgarii, w obwodzie Razgrad, w gminie Łoznica. W 2023 roku liczyła 370 mieszkańców.